# یوئیل ابوت
یوئیل ابوت (انگلیسی: Joel Abbot; ۱۸ ژانویهٔ ۱۷۹۳ – ۱۴ دسامبر ۱۸۵۵) افسر نیروی دریایی ایالات متحده آمریکا اهل ایالات متحده آمریکا بود.